# Marburg-Biedenkopf
Marburg-Biedenkopf (en alemany Landkreis Marburg-Biedenkopf) és un districte a la regió de Gießen a l'estat federat de Hessen (Alemanya). Els districtes veïns són al nord Waldeck-Frankenberg, al nord-oest Schwalm-Eder, a l'est Vogelsberg, al sud Giessen, al sud-est Lahn-Dill i a l'oest el districte de l'estat de Rin del Nord-Westfàlia Siegen-Wittgenstein. La capital del districte recau en la ciutat de Marburg an der Lahn.

## Composició del districte
(Habitants a 30 de juny de 2015)
| - 1. Amöneburg (5.141) - 2. Biedenkopf (13.613) - 3. Gladenbach (12.054) - 4. Kirchhain (16.259) - 5. Marburg an der Lahn (72.810) - 6. Neustadt (8.513) - 7. Rauschenberg (4.450) - 8. Stadtallendorf (21.057) - 9. Wetter (8.946) | - 1. Angelburg (Sitz: Gönnern) (3.520) - 2. Bad Endbach (8.135) - 3. Breidenbach (6.832) - 4. Cölbe (6.772) - 5. Dautphetal (Sitz: Dautphe) (11.552) - 6. Ebsdorfergrund (Sitz: Dreihausen) (8.884) - 7. Fronhausen (4.000) - 8. Lahntal (Sitz: Sterzhausen) (6.776) - 9. Lohra (5.447) - 10. Münchhausen (3.403) - 11. Steffenberg (Sitz: Niedereisenhausen) (4.037) - 12. Weimar (Sitz: Niederweimar) (7.015) - 13. Wohratal (Sitz: Wohra) (2.277) |

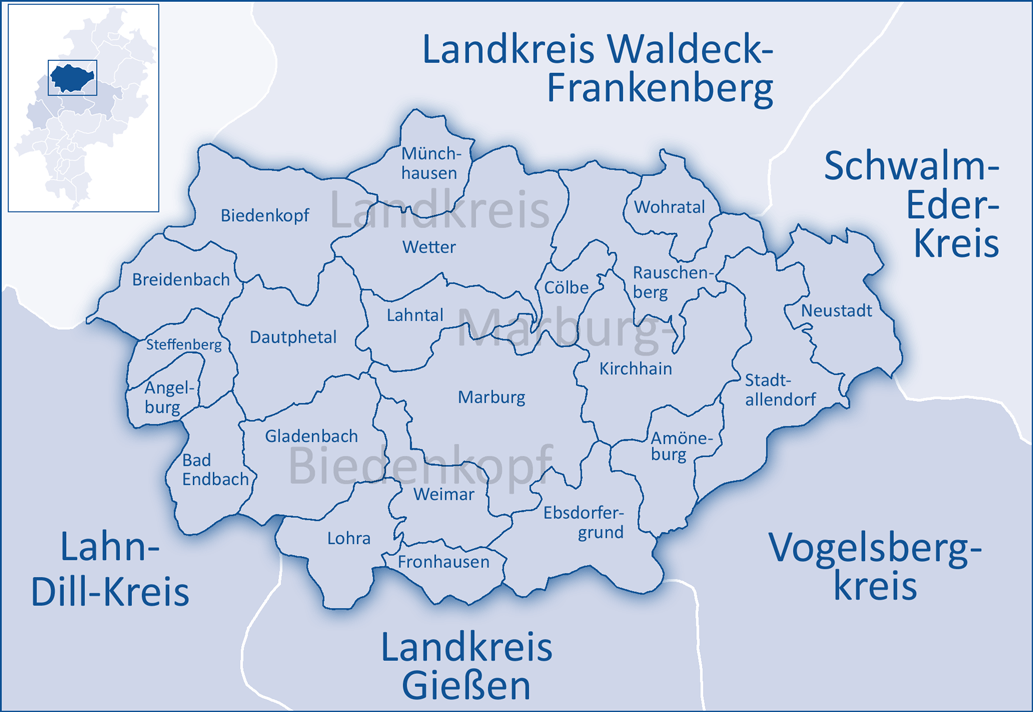
Municipis del districte de Marburg-Biedenkopf

## Estats agermanats
- Districte de Kościerski a Polònia (des d'octubre de 2000)